# Te lo leggo negli occhi (film 1966)
Te lo leggo negli occhi è un film del 1966 diretto da Camillo Mastrocinque.

## Trama
Una ragazza di un villaggio di campagna va in città e si innamora di un cantautore che lotta per ottenere il successo. Presto però i loro percorsi di vita prendono strade diverse e si dividono ma una nuova canzone li aiuterà a riavvicinarsi.